# Korrelation (Projektive Geometrie)
Eine Korrelation oder Dualität ist in der projektiven Geometrie ein (Inzidenzstruktur-)Isomorphismus zwischen einer projektiven Ebene und ihrer dualen Ebene. Von der Ebene wird dabei in den wichtigsten Fällen zusätzlich gefordert, dass sie den Satz von Pappos erfüllt, also durch einen kommutativen Körper koordinatisiert werden kann.
Die Darstellung und die Klassifikation von Korrelationen entsprechen weitgehend der von Kollineationen einer projektiven Ebene. Wichtige Unterschiede zu Kollineationen sind: Eine Korrelation der Ebene bildet Punkte auf Geraden und Geraden auf Punkte ab. Während Kollineationen einer projektiven Ebene immer existieren, müssen Korrelationen nicht existieren, wenn die projektive Ebene (oder allgemeiner der projektive Raum) nicht pappossch ist.
Eine wichtige Anwendung haben projektive Polaritäten, das sind doppelverhältnistreue, involutorische
Korrelationen in der absoluten Geometrie, weil eine solche Korrelation dort als absolute Polarität die „Metrik“ eines projektiv-metrischen Raumes kennzeichnet und seine Bewegungsgruppe definiert. Sie sind eine Verallgemeinerung der im Artikel Pol und Polare beschriebenen Zuordnung (einer hyperbolischen projektiven Polarität), die durch einen Kegelschnitt bestimmt ist. Hier kann auch eine projektive Polarität einer bestimmten projektiven Geraden innerhalb eines umfassenderen projektiven Raumes interessant sein: Sie lässt sich durch ein (nicht unbedingt positiv-definites, vielmehr ein formales) Skalarprodukt beschreiben, das auf einer Geraden des projektiven Raumes eine elliptische, projektive Polarinvolution, das heißt eine fixpunktfreie, projektive Polarität auf einer Geraden induziert. Diese Polarinvolution auf einer ausgezeichneten Ferngeraden liefert in der projektiven Beschreibung der absoluten Geometrie für den „euklidischen Sonderfall“ die Invariante, die die projektive Polarität im nichteuklidischen Fall liefert. Hier zeigt sich eine Verwandtschaft zum (zunächst projektiv-zwei-dimensionalen) Minkowski-Raum, der selbst kein Modell einer absoluten Geometrie ist: Die Minkowski-Metrik induziert auf einer ausgezeichneten Ferngeraden der Ebene eine hyperbolische projektive Polarinvolution.
Beispiel: Die Abbildung der reellen projektiven Ebene, die einem Punkt {\displaystyle (a:b:c)} (in homogenen Koordinaten) die Ebene mit der Gleichung {\displaystyle ax_{1}+bx_{2}+cx_{3}=0} zuordnet und umgekehrt, ist eine Korrelation. Sie ist involutorisch und damit sogar eine Polarität. Da kein Punkt mit seiner Polaren inzidiert, liegt eine elliptische Polarität vor.
Der Begriff Korrelation wird auch im naheliegenden Sinn allgemeiner bei projektiven Räumen höherer Dimension und für nichtdesarguessche Ebenen verwendet.

## Definitionen

### Korrelation
Eine Korrelation einer pappusschen projektiven Ebene {\displaystyle ({\mathfrak {P}},{\mathfrak {G}},I)} ist eine inzidenzerhaltende bijektive Abbildung dieses Raumes auf die duale Ebene {\displaystyle ({\mathfrak {G}},{\mathfrak {P}},I^{-1})}, wobei {\displaystyle {\mathfrak {P}}} bijektiv auf {\displaystyle {\mathfrak {G}}} und {\displaystyle {\mathfrak {G}}} bijektiv auf {\displaystyle {\mathfrak {P}}} abgebildet wird. Punktmenge und Geradenmenge sind in also in der dualen Ebene vertauscht.

### Projektive Korrelation
Eine Korrelation {\displaystyle \kappa } heißt projektiv, wenn jedes eindimensionale Grundgebilde projektiv, also doppelverhältnistreu abgebildet wird. Dies bedeutet konkret:
1. Sind {\displaystyle A,B,C,D} vier Punkte auf einer Geraden, dann ist ihr Doppelverhältnis gleich dem Doppelverhältnis der vier Geraden {\displaystyle \kappa (A),\kappa (B),\kappa (C),\kappa (D)}.
2. Sind {\displaystyle a,b,c,d} vier Geraden, die durch einen gemeinsamen Punkt gehen, dann ist deren Doppelverhältnis gleich dem Doppelverhältnis der vier Punkte {\displaystyle \kappa (a),\kappa (b),\kappa (c),\kappa (d)}.

### Polarität, Pol, Polare und konjugierte Elemente
Eine involutorische Korrelation {\displaystyle \kappa } (sie braucht nicht notwendig projektiv zu sein) wird als Polarität bezeichnet. Sie ordnet jedem Punkt eine wohlbestimmte Gerade (seine Polare) und jeder Geraden einen wohlbestimmten Punkt (ihren Pol) zu, wobei der Pol der Polaren eines Punktes wieder der ursprüngliche Punkt ist und die Polare des Pols einer Geraden wieder die ursprüngliche Gerade.
Zwei Punkte {\displaystyle A,B} heißen zueinander konjugiert (bezüglich der Polarität), wenn jeder auf der Polaren des anderen liegt: {\displaystyle AI\kappa (B),BI\kappa (A)}, zwei Geraden {\displaystyle a,b} heißen zueinander konjugiert (bezüglich der Polarität), wenn jede durch den Pol der anderen geht: {\displaystyle \kappa (a)Ib,\kappa (b)Ia}. Ein Punkt heißt selbstkonjugiert, wenn er auf seiner Polaren liegt, eine Gerade, wenn sie ihren Pol enthält.

### Hyperbolische und elliptische Polaritäten
Eine Polarität heißt hyperbolisch, falls sie selbstkonjugierte Punkte (und damit gleichwertig selbstkonjugierte Geraden) hat, sonst heißt sie elliptisch.

## Darstellung und Eigenschaften
- Sind {\displaystyle \kappa _{1},\kappa _{2}} Korrelationen auf der gleichen projektiven Ebene, so ist die Verkettung {\displaystyle \kappa _{2}\circ \kappa _{1}} eine Kollineation dieser Ebene (und ebenso eine Kollineation der dualen Ebene).

- Sind die Korrelationen {\displaystyle \kappa _{1},\kappa _{2}} projektiv, dann ist die Verkettung {\displaystyle \kappa _{2}\circ \kappa _{1}} eine Projektivität sowohl der Ebene (als Punktmenge) als auch der dualen Ebene (als Abbildung auf der Geradenmenge).
- {\displaystyle \kappa _{2}\circ \kappa _{1}} kann auch dann eine Projektivität im Sinne der vorigen Aussage sein, wenn keine der beiden Korrelationen projektiv ist.

- Eine Korrelation {\displaystyle \kappa } einer Ebene ist genau dann eine Polarität, wenn {\displaystyle \kappa ^{2}} die identische Abbildung der Ebene (ihrer Punktmenge und ihrer Geradenmenge) ist.

### Koordinatendarstellung
Sei {\displaystyle K} ein Körper. Der Vektorraum {\displaystyle K^{3}} liefert das Standardmodell der projektiven Ebene über {\displaystyle K}. Nach Auswahl einer projektiven Punktbasis, also eines geordneten vollständigen Vierecks,
lässt sich auch eine abstrakte projektive Ebene dann mit dem Standardmodell identifizieren.
Es wird vereinbart: Spaltenvektoren {\displaystyle x\in K^{3}\setminus \{0\}} stehen für die homogenen Koordinaten von Punkten,
Zeilenvektoren {\displaystyle [u],u=[u]^{T}\in K^{3}\setminus \{0\}} für die homogenen Koordinaten von Geraden. Ein Punkt {\displaystyle x} und eine Gerade {\displaystyle [u]} inzidieren genau dann, wenn das formale Matrixprodukt {\displaystyle u^{T}\cdot x} den Wert {\displaystyle (0)=0} hat.
Für eine projektive Korrelation {\displaystyle \kappa } muss die Zuordnung die Koordinaten jedes Punktes linear abbilden, also ist {\displaystyle \kappa (x)=(A\cdot x)^{T}} mit einer
regulären {\displaystyle 3\times 3}-Matrix A. Ebenso muss für die Geradenkoordinaten {\displaystyle \kappa ([u])=B\cdot u} gelten. Damit die „Inzidenzform“ {\displaystyle u^{T}\cdot x}
in sich selbst übergeht, muss zwischen den regulären Matrizen {\displaystyle A,B} der Zusammenhang {\displaystyle B^{T}=r\cdot A^{-1},r\neq 0,r\in K} gelten. Die Korrelation ist genau dann involutorisch, wenn {\displaystyle A^{T}=A} ist.
Bei einer beliebigen Korrelation {\displaystyle \kappa } müssen die Zuordnungen semilinear sein, dann ist {\displaystyle \kappa (x)=(A\cdot \alpha (x))^{T}} für die Koordinatenvektoren von Punkten und {\displaystyle \kappa ([u])=B\cdot \alpha (u)} für die Koordinatenvektoren von Geraden. Dabei ist {\displaystyle \alpha } ein Körperautomorphismus von K. Der Körperautomorphismus ist vom gewählten Koordinatensystem unabhängig, vergleiche hierzu: Kollineation#Koordinatendarstellung. Auch hier muss zwischen den regulären Matrizen {\displaystyle A,B} der Zusammenhang {\displaystyle B^{T}=r\cdot A^{-1},r\neq 0,r\in K} gelten. Die Korrelation ist genau dann involutorisch, wenn {\displaystyle A^{T}=\alpha (A)} und {\displaystyle \alpha ^{-1}=\alpha } ist.

### Projektive Polaritäten und Kegelschnitte
Ist eine hyperbolische Polarität projektiv, so bilden die selbstkonjugierten Punkte und Geraden einen Kegelschnitt {\displaystyle k} der nach Karl von Staudt als Fundamentalkurve der Polarität bezeichnet wird. Der Pol einer beliebigen Geraden heißt dann auch „ihr Pol in Bezug auf {\displaystyle k}“ und die Polare eines beliebigen Punktes „seine Polare in Bezug auf {\displaystyle k}“, wie dies im Artikel Pol und Polare erläutert wird.
Für elliptische Polaritäten existiert keine definierende Fundamentalkurve.

### Projektive Korrelationen und Bilinearformen
Man kann die durch die Zuordnung {\displaystyle x\mapsto A\cdot x} für Punkte auf Hyperebenen gegebene Abbildung auch losgelöst von der geometrischen Interpretation betrachten. Die Begriffe Radikal und die Attribute isotrop und nullteilig, die in der abstrakten linearen Algebra definiert werden, kommen auch in der geometrischen Literatur vor. Sie überschneiden sich mit teilweise gleich bezeichneten, aber nicht ganz äquivalenten Begriffen aus der Klassifikation von Quadriken. Die hier gegebenen Erklärungen richten sich nach Bachmann (1973).
Es sei zunächst {\displaystyle A} eine beliebige {\displaystyle m\times m}-Matrix mit Einträgen aus einem Körper {\displaystyle K}, {\displaystyle V=K^{m}} der {\displaystyle m}-dimensionale Vektorraum über {\displaystyle K} mit seiner Standard-Vektorraumbasis.
Dann ist durch
{\displaystyle F:V\times V\rightarrow K;\quad (x,y)\mapsto F(x,y):=x^{T}\cdot A\cdot x}
eine Bilinearform {\displaystyle F} definiert.
Radikal
- Das Linksradikal ist der Kern der linearen Abbildung {\displaystyle V\rightarrow V^{*}:x\mapsto x^{T}\cdot A}, also der Lösungsraum der Gleichung {\displaystyle x^{T}\cdot A=0}, formal ist das eine Abbildung des Vektorraums in seinen (algebraischen) Dualraum {\displaystyle V^{*}}, denn {\displaystyle x^{T}\cdot A} wirkt als Linearform auf Vektoren.
- Das Rechtsradikal ist der Kern der linearen Abbildung {\displaystyle V\rightarrow V:y\mapsto A\cdot y}.
- Für einen Unterraum {\displaystyle U\leq V} ist {\displaystyle ^{\perp }U=\{v\in v|\forall u\in U:F(v,u)=0\}}.
- Für einen Unterraum {\displaystyle U\leq V} ist {\displaystyle U^{\perp }=\{v\in v|\forall u\in U:F(u,v)=0\}}.
- Ist die Bilinearform {\displaystyle F} symmetrisch, dann sind Links- und Rechtsradikal identisch, man nennt diese Menge dann Radikal von {\displaystyle V} bezüglich der Form {\displaystyle F}. Dafür reicht es hin, dass {\displaystyle A} eine symmetrische Matrix ist {\displaystyle (A^{T}=A)}. Dies ist für eine projektive Polarität stets gegeben.

Isotrope Vektoren, Nullteiligkeit
Für den Begriff der Isotropie kommt es nur auf die Formwerte {\displaystyle F(x,x)=x^{T}\cdot A\cdot x} der Bilinearform an. Ein Vektor {\displaystyle x\in V} heißt isotrop, wenn {\displaystyle F(x,x)=0} ist. Aus der Definition folgt, dass jeder Vektor, der dem Rechts- oder Linksradikal angehört, isotrop ist.
Ist umgekehrt bei einer symmetrischen Bilinearform jeder isotrope Vektor im Radikal enthalten, dann heißt die Bilinearform nullteilig
Für die in diesem Artikel beschriebenen Fälle gilt folgendes Wörterbuch (alle genannten Abbildungen seien projektiv in der ersten Spalte und linear bzw. bilinear in der zweiten und dritten):
| Projektive Geometrie                                                  | Matrixdarstellung                                                     | Vektorraum                                                                                                |
| --------------------------------------------------------------------- | --------------------------------------------------------------------- | --- |
| Punktabbildung einer Korrelation                                      | {\displaystyle x\mapsto x^{T}A}, Matrix {\displaystyle A} ist regulär | Rechts- und Linksradikal sind der Nullvektorraum                                                          |
| Korrelation ist eine Polarität                                        | Matrix A ist regulär und symmetrisch                                  | Bilinearform {\displaystyle F} ist symmetrisch, ihr Radikal ist der Nullvektorraum                        |
| ab hier eine projektive Polarität:                                    | ab hier eine, reguläre, symmetrische Matrix:                          | ab hier eine, nichtausgeartete, symmetrische Bilinearform:                                                |
| Punkt {\displaystyle <x>} ist selbstkonjugiert.                       | {\displaystyle x^{T}\cdot A\cdot x=0}                                 | {\displaystyle x} ist isotrop                                                                             |
| Hyperebene {\displaystyle [y]} ist selbstkonjugiert                   | {\displaystyle y^{T}\cdot A\cdot y=0}                                 | {\displaystyle y} ist isotrop                                                                             |
| Punkt {\displaystyle x} und Hyperebene {\displaystyle [y]} sind polar | {\displaystyle y^{T}\cdot A\cdot x=0}                                 | {\displaystyle ^{\perp }<x>=[y]} gleichwertig {\displaystyle [y]^{\perp }=x}                              |
| Polarität ist elliptisch                                              | {\displaystyle x^{T}Ax=0\Rightarrow x=0}                              | Jeder isotrope Vektor liegt im Radikal, ist also hier {\displaystyle 0}. {\displaystyle F} ist nullteilig |
| Polarität ist hyperbolisch                                            | {\displaystyle \exists x\in V\setminus \{0\}:x^{T}Ax=0}               | Es gibt isotrope Vektoren, die nicht im Radikal liegen. {\displaystyle F} ist nicht nullteilig.           |

## Beispiele

### Eine nicht-projektive, elliptische Polarität
Sei {\displaystyle K=\mathbb {C} } der Körper der komplexen Zahlen. Dann wird durch {\displaystyle A=B=E_{3}} ({\displaystyle E_{3}} sei die {\displaystyle 3\times 3}-Einheitsmatrix) und {\displaystyle \alpha (t)={\overline {t}}}, die komplexe Konjugation eine Korrelation auf der projektiven Ebene {\displaystyle \mathbb {P} ^{2}(\mathbb {C} )} definiert, die involutorisch, aber nicht projektiv ist, also eine Polarität. Diese ist elliptisch, denn die Gleichung {\displaystyle {\overline {x}}^{T}\cdot A\cdot x={\overline {x}}^{T}\cdot x=0} für selbstkonjugierte Vektoren {\displaystyle x\in \mathbb {C} ^{3}} hat keine Lösung außer dem Nullvektor.

### Hyperbolische Polaritäten
- Der Einheitskreis {\displaystyle x_{1}^{2}+x_{2}^{2}=1} der affinen Ebene über den reellen Zahlen {\displaystyle \mathbb {R} } wird im projektiven Abschluss {\displaystyle \mathbb {P} ^{2}(\mathbb {R} )} dieser Ebene zur Fundamentalkurve einer Polarität. Wählt man {\displaystyle x_{0}=0} als Ferngerade, dann lautet die Kreisgleichung projektiv {\displaystyle k:-x_{0}^{2}+x_{1}^{2}+x_{2}^{2}=0}. Die „Formmatrix“ dieser Quadrik die Diagonalmatrix {\displaystyle A=\operatorname {diag} (-1,1,1)} ist zugleich die Punktabbildungsmatrix der zugehörigen Polarität. Es geht also der affine Punkt {\displaystyle (p_{1}|p_{2})}, projektiv {\displaystyle (1,p_{1},p_{2})} in die projektive Polare {\displaystyle -x_{0}+p_{1}\cdot x_{1}+p_{2}\cdot x_{2}=0}, affin {\displaystyle p_{1}\cdot x_{1}+p_{2}\cdot x_{2}=1} über. Dies ist eine Gerade, die für vom Ursprung verschiedene affine Punkte {\displaystyle P} senkrecht zur Geraden OP steht und durch den Punkt {\displaystyle P'} geht, der spiegelbildlich zu {\displaystyle P} bezüglich der Einheitskreislinie liegt.

- Polare des Ursprungs ist die Ferngerade,
- Polare eines Fernpunktes {\displaystyle R(0,r_{1},r_{2})} sind die Geraden durch den Ursprung, deren senkrechte Richtung {\displaystyle R} ist, affin die Geraden {\displaystyle r_{1}\cdot x_{1}+r_{2}\cdot x_{2}=0},
- die Punkte auf dem projektiven Kegelschnitt {\displaystyle -x_{0}^{2}+x_{1}^{2}+x_{2}^{2}=0} sind genau die selbstkonjugierten Punkte der Polarität (genau sie inzidieren mit ihrer Polaren). Die Polarität ist also, da es selbstkonjugierte Punkte gibt, hyperbolisch.

- Die Hyperbel {\displaystyle x_{1}^{2}-x_{2}^{2}=1} der affinen Ebene über {\displaystyle \mathbb {R} } wird im projektiven Abschluss zu {\displaystyle -x_{0}^{2}+x_{1}^{2}-x_{2}^{2}=0} mit der Formmatrix {\displaystyle \operatorname {diag} (-1,1,-1)}, äquivalent ist {\displaystyle h:x_{0}^{2}-x_{1}^{2}+x_{2}^{2}=0} mit der Formmatrix {\displaystyle H=\operatorname {diag} (1,-1,1)}, die den Vorzug hat ähnlich zu der Formmatrix aus dem vorigen Beispiel zu sein (projektiv ist der Kegelschnitt in diesem Beispiel äquivalent zum Einheitskreis). Die Permutationsmatrix {\displaystyle S={\begin{pmatrix}0&0&1\\1&0&0\\0&1&0\end{pmatrix}}} bildet (als Projektivität) den Einheitskreis {\displaystyle k} auf {\displaystyle h} ab, es ist {\displaystyle SAS^{-1}=H} mit der Formmatrix {\displaystyle A} des Einheitskreises. Ist also {\displaystyle (x,u)} ein Pol-Polare-Paar bezüglich des Einheitskreises, dann ist {\displaystyle (Sx,Su)} ein Pol-Polare-Paar bezüglich der Hyperbel.

- Die durch {\displaystyle H,\alpha =1} bestimmte Polarität ist hyperbolisch und projektiv.
- Der Fernpunkt der {\displaystyle x_{1}}-Achse {\displaystyle x=(0,1,0)^{T}} hat die Polare {\displaystyle (H\cdot x^{T})^{T}=[0,-1,0]}, das ist {\displaystyle x_{1}=0}, also die affine {\displaystyle x_{2}}-Achse.
- Der Fernpunkt der {\displaystyle x_{2}}-Achse {\displaystyle y=(0,0,1)^{T}} hat die Polare {\displaystyle (H\cdot y^{T})^{T}=[0,0,1]}, das ist {\displaystyle x_{2}=0}, also die affine {\displaystyle x_{1}}-Achse.
- Die selbstkonjugierten Punkte liegen auf dem Kegelschnitt h, die selbstkonjugierten Geraden sind dessen Tangenten.
- Zum Beispiel berühren die beiden Winkelhalbierenden des Koordinatensystems als Asymptoten der affinen Hyperbel den projektiven Kegelschnitt h in ihrem jeweiligen Fernpunkt, dieser Fernpunkt ist jeweils Pol der Asymptote. (Rechnerisch für die erste Winkelhalbierende: {\displaystyle w:x_{1}-x_{2}=0,w=[0,1,-1]\mapsto Hw^{T}=(0,-1,-1)^{T}}).
- Wie beim Kreis (und bei jedem Kegelschnitt mit einem Mittelpunkt) ist der affine Mittelpunkt des Kegelschnitts, hier der Ursprung, polar zur Ferngerade.

### Eine elliptische Polarität

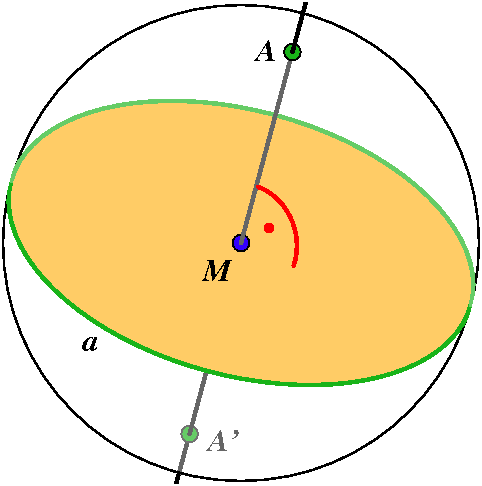
Elliptische Polarität auf der Kugel: Einem elliptischen Punkt (Antipodenpaar) wird der Großkreis als Polare zugeordnet, der durch die zu senkrechte Ebene durch aus der Kugel geschnitten wird.

Sei {\displaystyle K=\mathbb {R} }. Wir betrachten im dreidimensionalen Vektorraum {\displaystyle V=\mathbb {R} ^{3}} die Zuordnung, die jedem Vektor {\displaystyle x\in V\setminus \{0\}} den zu ihm (im Sinne des üblichen Skalarprodukts) senkrechten zweidimensionalen Unterraum {\displaystyle <x>^{\perp }} zuordnet. Im projektiven Raum {\displaystyle \mathbb {P} ^{2}(\mathbb {R} )} entspricht dies der Korrelation mit {\displaystyle A=B=E_{3},\alpha =1}. Dies ist eine projektive Polarität. Es existieren keine selbstkonjugierten Punkte (eindimensionale Unterräume von {\displaystyle V}) oder Geraden (zweidimensionale Unterräume von {\displaystyle V}), also ist die Polarität elliptisch.
Die reelle projektive Ebene kann man als Modell der reellen elliptischen Geometrie auffassen, indem man die Unterräume von {\displaystyle V} mit einer Kugel {\displaystyle S} um den Nullpunkt von {\displaystyle V} schneidet: Aus dem projektiven Punkt {\displaystyle <x>,x\in V\setminus \{0\}} wird dann das Punktepaar, in dem die „Gerade“ {\displaystyle x} die Kugel {\displaystyle S} trifft (Antipoden der Kugel werden also zu einem elliptischen Punkt „verklebt“), aus der projektiven Geraden {\displaystyle <x>^{\perp },x\in V\setminus \{0\}} wird der Großkreis, in dem die Vektorraumebene die Kugel schneidet.
Also verhalten sich Polare und Pol wie der Erdäquator zu den geographischen Polen.
Die Polare zu einem (elliptischen) Punkt (also zu einem Paar aus einem Punkt und seinem Gegenpunkt) ist dann der Großkreis, der am weitesten von diesem entfernt ist. Der Pol zu einem Großkreis {\displaystyle \textstyle \mathbf {p} } (der Polaren) ist dadurch gekennzeichnet, dass alle Großkreise, die senkrecht zu {\displaystyle \textstyle \mathbf {p} } stehen, sich dort schneiden.
Definiert man in der projektiven Ebene {\displaystyle \mathbb {P} ^{2}(\mathbb {R} )} eine Senkrechtrelation durch
„{\displaystyle g\perp h} soll genau dann gelten wenn {\displaystyle h} den Pol (im Sinn der oben definierten Polarität) von {\displaystyle g} enthält“,
dann hat man mit der beschriebenen elliptischen projektiven Polarität eine „Metrik“ auf {\displaystyle \mathbb {P} ^{2}(\mathbb {R} )} eingeführt, mit der diese projektive Ebene zu einer elliptischen Ebene, genauer zu der (bis auf Isomorphie eindeutigen) elliptischen Ebene über dem Körper der reellen Zahlen wird. Jede elliptische Polarität der reellen projektiven Ebene lässt sich nämlich durch geeignete Wahl des Koordinatensystems auf die Form dieser elliptischen Polarität bringen.

## Projektive Polarität in projektiven Räumen beliebiger, endlicher Dimension
In einem mindestens zweidimensionalen, pappusschen projektiven Raum {\displaystyle \mathbb {P} ^{n}(K)} über einem Körper, hat man durch eine feste projektive Polarität eine bestimmte Eins-Zu-Eins-Zuordnung zwischen den Punkten und Hyperebenen des Raumes. Diese ist besonders einheitlich im elliptischen Fall: Die Tatsache, dass es keine selbstkonjugierten Punkte gibt, bedeutet geometrisch, dass kein Punkt auf der zu ihm polaren Hyperebene liegt.

### Polaritäten über endlichen Räumen
Durch ein Schubfachargument, das auch zu einer Abzählung der selbstkonjugierten Elemente bei einer endlichen Polarität verfeinert werden könnte, lässt sich beweisen:
Existiert auf {\displaystyle \mathbb {P} ^{n}(K)}, {\displaystyle n\geq 2} eine projektive, elliptische Polarität und ist die Charakteristik von {\displaystyle K} nicht {\displaystyle 2}, dann muss {\displaystyle K} unendlich sein.
Gleichwertig: Ist K endlich mit {\displaystyle q=\#K} Elementen und {\displaystyle \operatorname {char} (K)\neq 2}, {\displaystyle n\geq 2} und ist {\displaystyle A\in \mathrm {GL} _{n+1}(K)} eine reguläre Matrix, dann besitzt die Gleichung für selbstkonjugierte Punkte
{\displaystyle x^{T}\cdot A\cdot x=0}
eine nichttriviale Lösung {\displaystyle x\in K^{n+1}\setminus \{0\}}.
Es genügt, den Fall {\displaystyle n=2} zu betrachten: Man kann unter den genannten Voraussetzungen die Matrix mit den im Artikel projektive Quadrik dargestellten Methoden, insbesondere durch quadratische Ergänzung
{\displaystyle (\operatorname {char} (K)\neq 2)} auf die Diagonalform {\displaystyle A=\operatorname {diag} (a_{0},a_{1},a_{2}),a_{i}\in K^{*}=K\setminus \{0\}} bringen, geometrisch gesprochen wählt man eine Orthogonalbasis des {\displaystyle K^{3}}. Die zu lösende Gleichung ist dann {\displaystyle a_{0}\cdot x_{0}^{2}+a_{1}\cdot x_{1}^{2}+a_{2}\cdot x_{2}^{2}=0}, gleichwertig
{\displaystyle \mathrm {(+)} \quad -a_{2}^{-1}a_{0}\cdot x_{0}^{2}-a_{2}^{-1}a_{1}\cdot x_{1}^{2}=x_{2}^{2}}.
Setzt man {\displaystyle x_{0}:=1} und betrachtet alle Elemente, die sich auf der linken Seite der Gleichung ergeben, wenn für {\displaystyle x_{1}} alle q Körperelemente eingesetzt werden, dann sind dies {\displaystyle {\frac {q-1}{2}}+1} verschiedene Zahlen, denn jeweils für genau zwei verschiedene Zahlen {\displaystyle x_{1},x_{1}'\in K^{*}} ergibt sich derselbe Wert, die Einsetzung {\displaystyle x_{1}=0} liefert einen Zusätzlichen. Ist 0 unter den so dargestellten Werten, dann setzt man {\displaystyle x_{2}=0} und hat eine nichttriviale Lösung, ist 0 nicht darunter, sind also alle durch den Term auf der linken Seite der Gleichung (+) darstellbaren Zahlen in {\displaystyle K^{*}} enthalten, dann muss darunter auch eine Quadratzahl sein, denn {\displaystyle K^{*}} zerfällt in genau zwei Quadratklassen, die Klasse {\displaystyle Q_{1}=(K^{*})^{2}} der Quadratzahlen, die eine echte Untergruppe von {\displaystyle K^{*}} ist, und deren echte Nebenklasse {\displaystyle K^{*}\setminus Q_{1}}, beide Klassen enthalten je {\displaystyle {\frac {q-1}{2}}} Elemente, also weniger, als sich beim Einsetzen in die linke Seite von (+) ergeben. Damit muss es wieder eine nichttriviale Lösung der Gleichung (+) für selbstkonjugierte Punkte geben.
→ Die genauen Anzahlen selbstkonjugierter Punkte für Polaritäten über endlichen Räumen ergeben sich in den wichtigsten Fällen aus den Sätzen über Quadratische Mengen.

## Polarinvolution als Polarität auf einer Geraden
Hinführendes Beispiel
Es sei {\displaystyle K=\mathbb {R} } – die folgenden Überlegungen gelten aber über beliebigen Körpern mit {\displaystyle \operatorname {char} (K)\neq 2}. Wir betrachten die „Geometrie“ im {\displaystyle \mathbb {R} ^{2}}, die nur aus den Ursprungsgeraden, also den eindimensionalen Teilräumen besteht. Jeder Teilraum {\displaystyle g_{\vec {v}}} ist durch eine „Richtung“ {\displaystyle {\vec {v}}=(v_{1},v_{2})^{T}\in \mathbb {R} ^{2}\setminus \{(0,0)\}} gekennzeichnet. Es ist {\displaystyle {\vec {x}}\in g\Leftrightarrow \exists s\in K,{\vec {x}}=s\cdot {\vec {v}}}. Andererseits gilt genau für die Punkte {\displaystyle (x_{1},x_{2})^{T}} einer Geraden {\displaystyle g_{\vec {v}}} die homogene Gleichung {\displaystyle -v_{2}\cdot x_{1}+v_{1}\cdot x_{2}=0}. Der Koeffizientenvektor {\displaystyle (-v_{2},v_{1})} ist Normalenvektor der Geraden. Da sowohl die Richtungs- als auch die Normalenvektoren „homogen“ sind (nur bestimmt bis auf eine Multiplikation mit {\displaystyle s\in \mathbb {R} ^{*}}), ist die betrachtete Geometrie eine eindimensionale projektive Geometrie und die Zuordnung {\displaystyle {\vec {v}}\mapsto {\vec {n}}=A\cdot {\vec {v}}} mit {\displaystyle A={\begin{pmatrix}0&-1\\1&0\end{pmatrix}}} ist eine projektive, involutorische Korrelation dieser projektiven Geraden, also eine eindimensionale projektive Polarität. Beschreibt man die affine Ebene über {\displaystyle \mathbb {R} } mit „Orthogonalität“ als eigentliche Ebene innerhalb der projektiven Ebene über {\displaystyle \mathbb {R} }, dann hat man durch diese eindimensionale projektive Polarität auf der Ferngeraden {\displaystyle x_{0}=0}, also der Geraden mit den Koordinaten {\displaystyle [1,0,0]} eine projektive Invariante, die die (im beschriebenen Falle gewohnte) Orthogonalität projektiv beschreibt: Die projektive Geometrie selbst ordnet jeder Parallelenschar einen Fernpunkt als Richtung zu, die Polarinvolution ordnet jeder Richtung die zu ihr „polare“ Richtung zu, die wiederum die zu der Parallelenschar, von der man ausgegangen ist, senkrechte Schar ist.
Allgemein nennt man eine Polarität auf einer projektiven Geraden, die Teil eines (mindestens zweidimensionalen) projektiven Raumes ist, Polarinvolution. Da bei einer projektiven Geraden die Menge der Punkte zu sich selbst dual ist, ist jede Korrelation der Geraden auch eine Kollineation, jede projektive Korrelation eine Projektivität und in der Regel ist nur dieser Fall einer projektiven Korrelation auf einer Geraden in einem größeren projektiven Raum geometrisch interessant.

### Spezielle Polarinvolutionen
- Eine Polarinvolution heißt projektiv, wenn sie als Kollineation projektiv, also eine (eindimensionale) Projektivität ist.
- Eine Polarinvolution heißt elliptisch, wenn sie keine Fixpunkte hat. Diese Definition überträgt die entsprechende Eigenschaft der zweidimensionalen Polarität, mit der Verschärfung, dass hier Inzidenz für Punkte Gleichheit bedeutet.
- Eine Polarinvolution heißt hyperbolisch, wenn sie wenigstens einen Fixpunkt hat.

Die eindimensionale projektive Gruppe {\displaystyle \operatorname {PGL} (2,K),\operatorname {char} (K)\neq 2} operiert scharf dreifach transitiv auf der Geraden {\displaystyle \mathbb {P} ^{1}(K)}, deshalb kann eine nichtidentische projektive Kollineation hier nur keinen, einen oder genau zwei Fixpunkte haben. Damit zeigt sich eine Analogie zum zweidimensionalen Fall: Die Fixelementmengen, die bei einer hyperbolischen, projektiven Polarinvolution auftreten können, bestehen aus einem „(doppelt zählenden) Punkt“ oder einem Punktepaar. Das sind genau die „Kegelschnitte“, die im eindimensionalen Raum neben der leeren Menge und der ganzen Geraden auftreten können.
Im Fall einer endlichen Geraden ist die Gesamtzahl der Punkte auf der Geraden {\displaystyle q+1} wegen der generellen Voraussetzung {\displaystyle \operatorname {char} (K)\neq 2} gerade, da die Ordnung {\displaystyle q} der Geraden ungerade ist und der Fall genau eines Fixpunktes für eine Involution ausgeschlossen.
Eine hyperbolische, projektive Polarinvolution ist aber im Allgemeinen durch die Menge ihrer Fixpunkte nicht eindeutig bestimmt, anders als im zweidimensionalen Fall eine hyperbolische, projektive Polarität durch die Menge ihrer selbst-konjugierten Punkte.

## Verallgemeinerungen

### Desarguessche Räume beliebiger, endlicher Dimension
Geraden, Punkte
Auf einer projektiven Geraden ist die Menge der Punkte zu sich selbst dual und der Begriff Korrelation fällt mit dem Begriff Kollineation zusammen. Jede Bijektion der Punktmenge (also der Punkte auf der einzigen Geraden) ist eine Korrelation. Interessant ist hier nur die Untersuchung der involutorischen, projektiven Kollineationen. Projektive „Räume“ der Dimension {\displaystyle 0} (Punkte) und {\displaystyle -1} (leere Menge) liefern offensichtlich nichts Interessantes.
Mindestens dreidimensionale Räume
Jede mindestens dreidimensionale projektive Geometrie ist desarguesch, also als {\displaystyle n}-dimensionaler Raum {\displaystyle \mathbb {P} ^{n}(K),n\geq 3} über einem Schiefkörper {\displaystyle K} darstellbar. Hier kann der Begriff Korrelation fast ohne Einschränkungen übertragen werden, wenn {\displaystyle K} isomorph zu seinem Gegenring ist: {\displaystyle \mathbb {P} ^{n}(K),n\geq 3} ist als Inzidenzstruktur mit den Grundgebilden Punkt, Gerade, …, Hyperebene isomorph zur dualen Struktur (Inzidenz kehrt sich dabei ggf. um). Jede bijektive Abbildung, die jedem Punkt eine Hyperebene, jeder Geraden einen {\displaystyle n-2}-dimensionalen Teilraum usw. inzidenztreu zuordnet ist eine Korrelation. Wie im ebenen Fall gilt:
- Die vollständige Korrelation ist durch die Bilder der Punkte bestimmt. Ist ein Koordinatensystem fest gewählt, dann bestimmt jede semilineare Abbildung {\displaystyle A\circ \alpha } ({\displaystyle A} reguläre {\displaystyle (n+1)\times (n+1)}-Matrix, {\displaystyle \alpha } Schiefkörperautomorphismus von K) der Punktkoordinatenvektoren auf Hyperebenenkoordinatenvektoren die Korrelation eindeutig, jede Korrelation ist so darstellbar.
- Eine Korrelation ist genau dann projektiv, wenn die Punktabbildung bezüglich eines Koordinatensystems (und dann in jedem Koordinatensystem) linear also der Körperautomorphismus {\displaystyle \alpha } identisch ist.
- Eine solche Korrelation ist unter den gleichen Bedingungen involutorisch wie im zweidimensionalen Fall.
- Für die Komposition von zwei Korrelationen und das Quadrat einer Korrelation gelten die gleichen Beziehungen zu Kollineationen bzw. zur Identität wie sie oben für den zweidimensionalen Fall angegeben sind.
- Die selbstkonjugierten Punkte einer projektiven involutorischen Korrelation bilden eine (eventuell leere) Hyperfläche zweiter Ordnung und die selbstkonjugierten Hyperebenen sind genau die Tangentialhyperebenen dieser Hyperfläche, falls {\displaystyle K} kommutativ ist und seine Charakteristik nicht {\displaystyle 2} ist. Ohne diese Voraussetzungen muss dies nicht gelten! Daher setzt man in der Regel eine pappussche Geometrie, die dem Fano-Axiom genügt, voraus, wenn man von Polaritäten spricht.

### Nichtdesarguessche Ebenen
Für eine beliebige projektive Ebene {\displaystyle E=({\mathfrak {P}},{\mathfrak {G}},I)} ist die duale Ebene {\displaystyle E^{D}=({\mathfrak {G}},{\mathfrak {P}},I^{-1})} stets wieder eine projektive Ebene. Im Allgemeinen ist die Ebene aber nicht isomorph zu ihrer dualen Ebene. Nur wenn {\displaystyle E\cong E^{D}} ist, existiert also überhaupt eine Korrelation, dann wird sie auch so bezeichnet. Eine Korrelation existiert immer unter der folgenden Bedingung:
E ist eine desarguessche Ebene über einem Schiefkörper, der zu seinem Gegenring isomorph ist.
Dann gilt über die Darstellung der Korrelation als semilineare Punktabbildung das im vorigen Abschnitt Gesagte.